# Longpré-les-Corps-Saints

Longpré-les-Corps-Saints este o comună în departamentul Somme, Franța. În 1 ianuarie 2022 avea o populație de 1.520 de locuitori.